# Nuoto sincronizzato ai Giochi della XXXI Olimpiade - Squadre
La gara dei Team femminili del nuoto sincronizzato dei giochi olimpici di Rio de Janeiro 2016 si è svolta il 19 e il 20 agosto 2012 al Centro Aquático Maria Lenk.
Vi hanno preso parte 8 squadre di 9 sincronette l'una per 8 nazioni.

## Squadre partecipanti
Alla gara a squadre sono qualificati i cinque campioni continentali e le prime tre squadre del torneo di qualificazione olimpico.
| Team      | Evento di qualificazione                                                                                                  |
| --------- | --- |
| Brasile   | paese ospitante |
| Russia    | vincitrice della Coppa d'Europa di Nuoto Sincronizzato (Haarlemmermeer, 8-10 maggio 2015)                                 |
| Egitto    | migliori qualificate per Africa, Asia e Oceania durante i Campionati mondiali di nuoto 2015 (Kazan', 25 luglio-1º agosto) |
| Cina      | migliori qualificate per Africa, Asia e Oceania durante i Campionati mondiali di nuoto 2015 (Kazan', 25 luglio-1º agosto) |
| Australia | migliori qualificate per Africa, Asia e Oceania durante i Campionati mondiali di nuoto 2015 (Kazan', 25 luglio-1º agosto) |
| Ucraina   | le prime classificate al torneo di qualificazione olimpico (Rio de Janeiro, 2-6 marzo 2016)                               |
| Giappone  | le prime classificate al torneo di qualificazione olimpico (Rio de Janeiro, 2-6 marzo 2016)                               |
| Italia    | le prime classificate al torneo di qualificazione olimpico (Rio de Janeiro, 2-6 marzo 2016)                               |

## Risultati
| Posizione | Team      | Prova Tecnica | Prova Libera | Totale   |
| --------- | --------- | ------------- | ------------ | -------- |
|           | Russia    | 97.0106       | 99.1333      | 196.1439 |
|           | Cina      | 95.6174       | 97.3667      | 192.9841 |
|           | Giappone  | 93.7723       | 95.4333      | 189.2056 |
| 4         | Ucraina   | 93.4413       | 95.1667      | 188.6080 |
| 5         | Italia    | 91.1142       | 92.2667      | 183.3809 |
| 6         | Brasile   | 84.7985       | 87.2000      | 171.9985 |
| 7         | Egitto    | 76.9838       | 78.5667      | 155.5505 |
| 8         | Australia | 74.0667       | 75.4333      | 149.5000 |